# Jurij pl. Črnomaljski
Jurij pl. Črnomaljski († 1480) je bil Plemič iz Kranjske oz. Slovenske marke, iz rodbine Črnomaljskih vitezov in plemičev, ki je bil imenovan za Deželnega glavarja na Kranjskem (1449-50) in na Štajerskem (1479–1480). Ime so nosili po svojem izvornem gradu Črnomelj.

## Življenje
Jurij Črnomaljski je bil sin viteza Petra Črnomaljskega in njegove druge žene Uršule Gradner.
Leta 1435 je bil Vicedom Kranjske in Glavar v Trstu in je spremljal Friderika III. leta 1436 na njegovem romanju v Sveto deželo. 1477 je prenesel glavarstvo v Trstu na svojega sorodnika Nikolaja in postal Deželni glava na Štajerskem, kmalu zatem leta 1480 pa je tudi umrl.
Leta 1464 je cesar Friderika III. Jurija in njegovega brata Gašparja povzdignil v plemiški stan in ju povzdignil v cesarska plemenita viteza in družina je pridobila naslov dednega vrhovnega točaja na Kranjskem in v Slovenski marki. 
Jurij je bil prvič poročen z Ano Weinburger, drugič leta 1450 pa z Nežo iz Kraiga na Koroškem, sestro Jurija, Hartneida in Andreja Kraiger von Kraigk; tretjič pa leta 1460 z Adelgund iz Rohr-a, hčerjo Otokarja Rohrskega in Katarine Heußler.